# 巴西比利·简·金杯代表队
巴西比利·简·金杯代表队是代表巴西参加女子网球世界杯比利·简·金杯（以前称为联合会杯）的队伍，由巴西网球联合会负责组织管理和参赛。巴西队首次参加联合会杯是在1965年，首次参加就打入了世界组八强，直到1982年才再次追平历史最佳战绩。